# Кянда (Архангельська область)
Кянда (рос. Кянда) — присілок в Онезькому районі Архангельської області Російської Федерації.
Населення становить 158 осіб. Входить до складу муніципального утворення Покровське поселення.

## Історія
Від 2004 року входить до складу муніципального утворення Покровське поселення.

## Населення
| 1833 | 1865 | 1895  | 1918  | 1920  | 1998 | 2002 |
| ---- | ---- | ----- | ----- | ----- | ---- | ---- |
| 651  | ↘573 | ↗1060 | ↗1182 | ↘1026 | ↘195 | ↘192 |
| 2008 | 2010 | 2012  |       |       |      |      |
| ↘165 | ↘120 | ↗158  |       |       |      |      |